# Carlos Carrizosa
Carlos Carrizosa Torres (Barcelona, 22 de março de 1964) é um advogado e político espanhol, deputado do Parlamento da Catalunha pelo grupo Cidadãos - Partido da Cidadania. 

## Biografia
Formado em Direito pela Universidade de Barcelona, e membro da Ordem dos Advogados de Barcelona, é deputado do Parlamento da Catalunha pelo grupo Cidadãos - Partido da Cidadania (C's). Faz parte do comitê executivo deste partido desde 2011, tendo sido também membro entre 2007 e 2009. Foi o número dois na formação da lista para Barcelona nas eleições municipais espanholas de 2011 e, posteriormente, foi eleito deputado nas eleições para o Parlamento da Catalunha em 2012.
Ele foi o porta-voz adjunto dos C's no Parlamento da Catalunha, onde representou o seu partido no comitê do Caso Pujol, e na apresentação parlamentar da lei eleitoral. Desde a XI Legislatura, é o porta-voz do grupo dos Cidadãos na Câmara. Nas Eleições regionais na Catalunha em 2017, foi reeleito deputado pelos Cidadãos, partido que vai obter 36 assentos no Parlamento.
Em 9 de abril de 2020, foi internado com COVID-19.